# Stazione di Yaguchinowatashi
La stazione di Yaguchinowatashi (矢口渡駅?, Yaguchinowatashi-eki) è una stazione ferroviaria di Tokyo che si trova a Ōta ed è servita dalla linea Tōkyū Tamagawa della Tōkyū Corporation.

## Linee
Tōkyū Corporation
 Linea Tōkyū Tamagawa

## Struttura
La stazione è costituita da due binari passanti in superficie, con due marciapiedi laterali.
Dal momento che questi ultimi dispongono ciascuno di varchi indipendenti, una volta entrati non è possibile passare alla direzione opposta.
| 1 | ● Linea Tamagawa |  | per Kamata                  |
| 2 | ● Linea Tamagawa |  | per Shimo-Maruko e Tamagawa |

## Stazioni adiacenti
| «                    | Servizio             | »                    |
| Linea Tōkyū Tamagawa | Linea Tōkyū Tamagawa | Linea Tōkyū Tamagawa |
| -------------------- | -------------------- | -------------------- |
| Musashi-Nitta        | Locale               | Kamata               |